# Daisuke Matsuzaka
Daisuke Matsuzaka (松坂 大輔, Matsuzaka Daisuke), surnommé Dice-K, né le 13 septembre 1980 à Aomori, dans la préfecture d'Aomori, est un joueur japonais de baseball évoluant avec les Chunichi Dragons dans la Central League. Ce lanceur droitier, qui a commencé sa carrière au Japon avec les Seibu Lions, pour qui il évolue de 1999 à 2006, a joué les saisons 2007 à 2012 dans la MLB avec les Red Sox de Boston
Il a été élu meilleur joueur de la Classique mondiale de baseball en 2006 et a été médaillé de bronze aux Jeux olympiques 2004 avec le Japon.

## Carrière

### Débuts
Après avoir excellé dans les ligues de jeunes, Daisuke Matsuzaka rejoint le llycée de Yokohama, une des places fortes du baseball junior au Japon en 1996. Lors de sa deuxième année, il devient le meilleur lanceur de l'équipe. En 1998, il remporte le titre national lors du Koshien d'été, le tournoi qui rassemble les meilleures équipes lycéennes du pays, après avoir lancé lors des quatre derniers matchs de son équipe, y compris un match sans point ni coup sûr en finale. Son statut de vedette attire l'attention de nombreux recruteurs au Japon et avant la draft, il déclare officiellement à la presse ne vouloir jouer que pour les Yokohama BayStars ou les Yomiuri Giants. Lorsque les Seibu Lions obtiennent les droits de négocier avec Matsuzaka, il se prépare à refuser un contrat professionnel et à entrer à l'université. Osamu Higashio, le manager des Lions et ancien lanceur vedette, le convainc de rejoindre son équipe en lui offrant la balle de sa 200e victoire en championnat du Japon.

### Championnat du Japon
En 1999, pour sa première saison, il obtient 16 victoires pour 5 défaites et remporte le titre de Recrue de l'année. En 2000, il remporte 14 victoires pour 7 défaites avec une moyenne de 3,96 points mérités, sa plus haute moyenne en carrière au Japon. L'année suivante, il termine la saison avec un bilan équilibré de 15 victoires pour 15 défaites en 33 matchs et 214 retraits sur prises. Il remporte le trophée Sawamura qui récompense le meilleur lanceur partant du championnat.
Il passe la majeure partie de l'année 2002 sur la liste des blessés, ne jouant que 14 matchs en saison régulière pour 6 victoires et 2 défaites. Aligné lors du match 1 des Japan Series 2002 (finale du championnat), il accorde deux circuits aux Yomiuri Giants qui remporte le match 4 à 1. Les Lions sont balayés en 4 matchs par les Giants et Matsuzaka est crédité de 2 défaites avec une moyenne de 12,60 points mérités en 5 manches lancées.
En 2003, il finit la saison avec 16 victoires pour 7 défaites et 215 retraits sur prises. Il décroche le titre de la meilleure moyenne de points mérités de la Ligue du Pacifique (2,83). Il est sélectionné dans l'équipe nationale de baseball du Japon pour lancer face à la Corée du Sud.

### Jeux olympiques
En 2004, il participe aux Jeux olympiques d'Athènes avec le Japon. Il obtient la médaille de bronze après la victoire de son équipe face au Canada lors de la finale pour la troisième place

### Classique mondiale de baseball
En 2006, pour la première édition de la Classique mondiale de baseball, Matsuzaka fait une démonstration de son talent avec 3 victoire pour aucune défaite. Il est le lanceur victorieux lors de la finale contre Cuba et remporte le titre de Meilleur joueur du tournoi.
À la Classique mondiale de baseball 2009, il est invaincu en 3 décisions et affiche une moyenne de points mérités de 2,45. Il aide les Japonais à conserver leur titre de champions et est une seconde fois nommé meilleur joueur du tournoi.

### Ligue majeure de baseball
Le 2 novembre 2006, Matsuzaka se voit accorder la permission de négocier un contrat avec une équipe de Ligue majeure. Le 14 novembre 2006, les Red Sox de Boston acquièrent les droits de négocier avec Matsuzaka pour la somme de 51,1 millions de dollars. Le 13 décembre, après un mois de négociations, il signe un contrat de six ans pour un montant de 52 millions de dollars,.

#### Saison 2007
Matsuzaka joue son premier match en Ligue majeure le 5 avril 2007 face aux Royals de Kansas City au Kauffman Stadium. Il remporte sa première victoire après avoir retiré 10 frappeurs sur prises, accordé un circuit et 6 coups sûrs en 7 manches lancées. Pour ses débuts au Fenway Park, il est crédité de sa première défaite face aux Mariners de Seattle le 11 avril. Lors de son troisième départ, il est de nouveau crédité d'une défaite malgré ses 10 retraits sur prises en 6 manches. Il est le premier lanceur depuis Fernando Valenzuela en 1981 à retirer au moins 10 frappeurs lors de deux de ses trois premiers départs en Ligue majeure.
Le 14 mai, il lance son premier match complet lors d'une victoire 7 à 1 face aux Tigers de Detroit. Le 10 août, il dépasse le record de retraits sur prises pour une recrue des Red Sox avec 156 retraits. Le 28 septembre, il est le lanceur vainqueur lors de la victoire face aux Twins du Minnesota qui assure aux Red Sox la première place de la Division Est en Ligue américaine. Il termine sa première saison en Ligue majeure avec 15 victoires pour 12 défaites et une moyenne de 4,40 points mérités.
Le 6 octobre, il joue son premier match de série éliminatoire au Fenway Park face aux Angels de Los Angeles. Il ne lance que 4 2⁄3 manches après avoir accordé 3 points et 7 coups sûrs. Sa deuxième sortie en série éliminatoire est tout aussi médiocre. Face aux Indians de Cleveland pour le match 3 de la Série de championnat de la Ligue américaine, il accorde 4 points et 6 coups sûrs en 4 2⁄3 manches et obtient sa première défaite en playoffs. Le 21 octobre, il commence le match 7 décisif de la série et retire les huit premiers frappeurs des Indians. Les Red Sox gagnent le match 11 à 2 et se qualifient pour la Série mondiale 2007 et Matsuzaka devient le premier lanceur japonais à remporter un match de série éliminatoire en Ligue majeure. Le 27 octobre, il joue son premier match en Série mondiale lors du match 3 face aux Rockies du Colorado. Au bâton, il frappe son premier coup sûr en Ligue majeure et produit par la même occasion deux points. Il est le troisième lanceur de l'histoire des Red Sox à produire deux points dans un match de Série mondiale après Cy Young (1903) et Babe Ruth (1918). Sur le monticule, il accorde deux points et trois coups sûrs, retire cinq frappeurs et obtient sa première victoire lors d'un match de Série mondiale, une première pour un lanceur japonais.

#### Saison 2008
En 2008, Matsuzaka a remporté ses huit premières décisions pour Boston, avant d'encaisser une première défaite dans un match qu'il dut quitter après avoir ressenti un malaise à l'épaule. Il est placé sur la liste des joueurs blessés à la fin mai. Il connaît une saison exceptionnelle malgré cette blessure, avec un dossier victoires-défaites de 18-3 et une moyenne de points mérités de 2,90. Les frappeurs adverses ne frappent que dans une moyenne au bâton de ,211 contre lui. Il termine quatrième dans la course au trophée Cy Young, décerné à Cliff Lee dans la Ligue américaine.
En séries éliminatoires, il n'accorde aucun coup sûr en plus de 7 manches aux Rays de Tampa Bay lors de la première partie de la Série de championnat. Il se montre cependant chancelant lors de son départ dans le cinquième match, remporté par Boston à la suite d'un ralliement tardif.

#### Saison 2009
En 2009, Matsuzaka a fait deux séjours prolongés sur la liste des joueurs blessés en raison de problèmes récurrents à l'épaule. En juillet, il a exprimé, lors d'une interview à un journal japonais, des réserves quant au programmes de réhabilitation et d'entraînement qui lui sont imposés par les Red Sox de Boston. Il dit aussi être frustré du fait de voir chacun de ses lancers comptabilisés, comme c'est la norme en Amérique du Nord. L'équipe a répliqué en se disant déçue des critiques du lanceur, qui pourrait revenir au monticule en septembre. Les Red Sox s'étaient aussi montrés inquiets de la décision de Matsuzaka de rejoindre l'équipe nationale japonaise pour la Classique mondiale, craignant de nouveaux problèmes à l'épaule.

#### Saison 2010
Matsuzaka revient au jeu en 2010, avec des succès mitigés. Il parvient à amorcer 25 rencontres et lance 153 manches et deux tiers, mais sa moyenne de points mérités (4,69) est loin d'être aussi brillante que par le passé. Il remporte 9 victoires contre 6 défaites.

#### Saison 2011
Après huit matchs joués en 2011, Matsuzaka subit une opération de type Tommy John pour réparer des ligaments dans son épaule droite.

#### Saison 2012
Matsuzaka entreprend 11 matchs des Red Sox en 2012 et connaît une année très difficile. En 45 manches et deux tiers au monticule, sa moyenne de points mérités atteint 8,28. Il ne remporte qu'une victoire contre sept défaites, accorde 20 buts-sur-balles pour 42 retraits sur des prises. Dans ses cinq derniers départs pour les Red Sox, il encaisse quatre défaites avec 25 points mérités en 15,2 manches pour une moyenne de 14,36.
Après avoir été brillant à ses deux premières saisons dans les majeures, il ne lance que 296 manches à ses quatre dernières années à Boston. Sa moyenne s'élève à 5,53 entre 2009 et 2012.

### Indians de Cleveland
Le 9 février 2013, Matsuzaka signe un contrat des ligues mineures avec les Indians de Cleveland. Il évolue au sein des Clippers de Columbus, équipe de baseball mineur de niveau Triple-A affiliée aux Indians. N'obtenant pas de places au sein de l'équipe de ligue majeure, il demande aux Indians de le libérer et il est alors approché par les Mets de New York.

### Mets de New York
Il débute avec les Mets le 23 août 2013. Il effectue 7 départs pour New York en 2013, gagnant 3 parties et encaissant 3 défaites. Sa moyenne de points mérités est de 4,42 en 38 manches et deux tiers lancées. Il obtient un nouveau contrat des Mets pour 2014.

## Statistiques de joueur

### Championnat du Japon
| Saison | Équipe | G   | GS  | V   | D  | SV | IP     | SO   | ERA  |
| ------ | ------ | --- | --- | --- | -- | -- | ------ | ---- | ---- |
| 1999   | Seibu  | 25  | 18  | 16  | 5  | 0  | 180.0  | 151  | 2,60 |
| 2000   | Seibu  | 27  | 18  | 14  | 7  | 1  | 167.2  | 144  | 3,97 |
| 2001   | Seibu  | 33  | 20  | 15  | 15 | 0  | 240.1  | 214  | 3,60 |
| 2002   | Seibu  | 14  | 9   | 6   | 2  | 0  | 73.1   | 78   | 3,68 |
| 2003   | Seibu  | 29  | 19  | 16  | 7  | 0  | 194.0  | 215  | 2,83 |
| 2004   | Seibu  | 23  | 9   | 10  | 6  | 0  | 146.0  | 127  | 2,90 |
| 2005   | Seibu  | 28  | 13  | 14  | 13 | 0  | 215.0  | 226  | 2,30 |
| 2006   | Seibu  | 25  | 12  | 17  | 5  | 0  | 186.1  | 200  | 2,13 |
| Totaux | Totaux | 204 | 118 | 108 | 60 | 1  | 1402.2 | 1355 | 2,95 |

### Ligue majeure de baseball
| Saison | Équipe | G  | GS | CG | SHO | V  | D  | SV | IP    | SO  | ERA  |
| ------ | ------ | -- | -- | -- | --- | -- | -- | -- | ----- | --- | ---- |
| 2007   | Boston | 32 | 32 | 1  | 0   | 15 | 12 | 0  | 204.2 | 201 | 4,40 |
| 2008   | Boston | 29 | 29 | 0  | 0   | 18 | 3  | 0  | 167.2 | 154 | 2,90 |
| 2009   | Boston | 12 | 12 | 0  | 0   | 4  | 6  | 0  | 59.1  | 54  | 5,76 |
| 2010   | Boston | 25 | 25 | 0  | 0   | 9  | 6  | 0  | 153.2 | 133 | 4,69 |
| Totaux | Totaux | 98 | 98 | 0  | 0   | 46 | 27 | 0  | 585.1 | 542 | 4,18 |

| Saison | Équipe | G | GS | CG | SHO | V | D | SV | IP   | SO | ERA  |
| ------ | ------ | - | -- | -- | --- | - | - | -- | ---- | -- | ---- |
| 2008   | Boston | 4 | 4  | 0  | 0   | 2 | 1 | 0  | 19.2 | 17 | 5,12 |
| 2007   | Boston | 3 | 3  | 0  | 0   | 1 | 1 | 0  | 16.0 | 16 | 4,50 |
| Totaux | Totaux | 7 | 7  | 0  | 0   | 0 | 0 | 0  | 35.2 | 33 | 4,79 |

Note : G = Matches joués ; GS = Matches comme lanceur partant ; CG = Matches complets ; SHO = Blanchissages ; 
V = Victoires ; D = Défaites ; SV = Sauvetages ; IP = Manches lancées ; SO = Retraits sur des prises ; ERA = Moyenne de points mérités.